# حسن خیاط‌باشی
حسن خیاط‌باشی (زاده ۱۳٢۵) بازیگر ایرانی است که پیش از انقلاب در رادیو و تلویزیون ملی ایران فعالیت داشت. وی در یک برنامه طنز تلویزیونی به نام «شبکه صفر» در نقش «مهندس بیلی» ظاهر شده بود. او در تئاتر نیز کار کرده و از بازیگران نمایش مشهور پهلوان اکبر می‌میرد در پاییز سال ۱۳۴۴ در تالار بیست‌وپنج شهریور بوده‌ است.
لازم به ذکر است که او در دنیای موسیقی هم به عنوان خواننده فعالیت داشته که آهنگ دل من ساخته محمد حیدری از بهترین آثار او است که بعدها داریوش با کمی تغییر این آهنگ را بازخوانی کرد
همسر سابق او، پری امیرحمزه، بازیگر است. حسن خیاط‌باشی هم‌اکنون در ایالات متحده آمریکا زندگی می‌کند.

## فیلم‌شناسی

### سینما
1. کافر (۱۳۵۱)
2. سه قاپ (۱۳۵۰)
3. یک خوشگل و هزار مشکل (۱۳۵۰)
4. پنجره (۱۳۴۹)
5. حسن کچل (۱۳۴۹)

### تلویزیون
| سال  | نام            | سمت                       | کارگردان               | توضیحات |
| ---- | -------------- | ------------------------- | ---------------------- | --- |
| ۱۴۰۲ | در حاشیه       | مجری تهیه‌کننده کارگردان   | حسن خیاط‌باشی           | مجموعه‌ای تحلیلی انتقادی در زمینه مسائل روز جامعه |
| ۱۳۵۷ | شبکه صفر       | بازیگر تهیه‌کننده کارگردان | حسن خیاط‌باشی           | مجموعه‌ای کمدی انتقادی در زمینه مسائل روز جامعه |
| ۱۳۵۵ | موسیقی ایرانی  | تهیه‌کننده                 | پاشا شاهنده            | اجرای ترانه توسط خوانندگان مختلف، نمایش‌های طنز و مصاحبه با هنرمندان گوناگون |
| ۱۳۵۴ | خارج از محدوده | بازیگر نویسنده کارگردان   | حسن خیاط‌باشی           | این مجموعه نمایشی، از بخش‌هایی کوتاه تشکیل شده بود و با نگاهی طنزآمیز، به نقد مناسبات اجتماعی می‌پرداخت. مسائلی از قبیل: ترافیک، گرانی، صف اتوبوس، کمبود تاکسی، بسازوبفروشی و غیره دستمایهٔ اصلی این مجموعه نمایشی تلویزیونی بود. |
| ۱۳۵۳ | ناجورها        | بازیگر                    | نورالدین مصطفوی کاشانی | این سریال کمدی انتقادی، به طرح مسائل خانوادگی به ویژه طلاق می‌پرداخت. |
| ۱۳۵۳ | هزار و یک شب   | بازیگر                    | پرویز نوری             | نویسنده: «پرویز دوایی» این مجموعه، برخی از داستان‌های «هزار و یک شب» را به‌زبانی طنز، به تصویر می‌کشید. |
| ۱۳۵۰ | حرف تو حرف     | بازیگر کارگردان           | حسن خیاط‌باشی           | پری امیرحمزه، علی‌رضا جاویدنیا، رضا ژیان، خسرو فرحزادی، حسین واعظی، بهزاد اشتیاقی و نعمت اسداللهی هم در این مجموعه طنز تلویزیونی حضور داشتند.                                                                                   |
| ۱۳۴۵ | صندوقچه اشرفی  | بازیگر                    | پرویز کاردان           | |